# Jim McLaughlin
Jim McLaughlin (Derry, 1940. december 22. – 2024. augusztus 15.) válogatott északír labdarúgó, csatár, edző.

## Pályafutása

### Klubcsapatban
1957–58-ban a Derry City labdarúgója volt. 1958 és 1960 között az angol Birmingham City, 1960 és 1963 között a Shrewsbury Town, 1963 és 1967 között a walesi Swansea City, 1967-ben az angol Peterborough United, 1967 és 1972 között ismét a Shrewsbury Town, 1972 és 1974 között a Swansea City játékosa volt. 1974 és 1979 között az ír Dundalk csapatában fejezte be az aktív játékot. A Swansea és a Dundalk együttesével egy-egy walesi- illetve írkupa-győzelmet ért el.

### A válogatottban
1961 és 1966 között 12 alkalommal szerepelt az északír válogatottban és hat gólt szerzett.

### Edzőként
1974-ben még játékosedzőként kezdte irányítani az Dundalk szalmai munkáját, majd 1979-től már csak vezetőedzőként tevékenykedett. 1983 és 1986 között az ír Shamrock Rovers, 1986 és 1991 között a Derry City, 1991 és 1993 között az ír Shelbourne vezetőedzője volt. 1993 és 1996 között az ír Drogheda United, 1997 és 1997 ismét a Dundalk szakmai munkáját irányította. Edzői pályafutása során nyolc ír bajnoki címet nyert (Dundalk 3, Shamrock 3, Derry City 1, Shelbourne 1) és hat írkupa-győzelmet (Dundalk 3, Shamrock 2, Derry City 1) ért el.

## Sikerei, díjai

### Játékosként
Swansea City
- Walesi labdarúgókupa (Welsh Cup)
  - győztes: 1966

 Dundalk
- Ír labdarúgókupa (FAI Cup)
  - győztes: 1977

### Edzőként
Dundalk
- Ír bajnokság (League of Ireland)
  - bajnok (3): 1975–76, 1978–79, 1981–82
- Ír labdarúgókupa (FAI Cup)
  - győztes (3): 1977, 1979, 1981
- Ír ligakupa (League of Ireland Cup)
  - győztes (2): 1977–78, 1980–81

 Shamrock Rovers
- Ír bajnokság (League of Ireland)
  - bajnok (3): 1983–84, 1984–85, 1985–86
- Ír labdarúgókupa (FAI Cup)
  - győztes (2): 1985, 1986

 Derry City
- Ír bajnokság (League of Ireland)
  - bajnok: 1988–89
- Ír labdarúgókupa (FAI Cup)
  - győztes: 1989
- Ír ligakupa (League of Ireland Cup)
  - győztes (2): 1988–89, 1990–91

 Shelbourne
- Ír bajnokság (League of Ireland)
  - bajnok: 1991–92